# Meddah

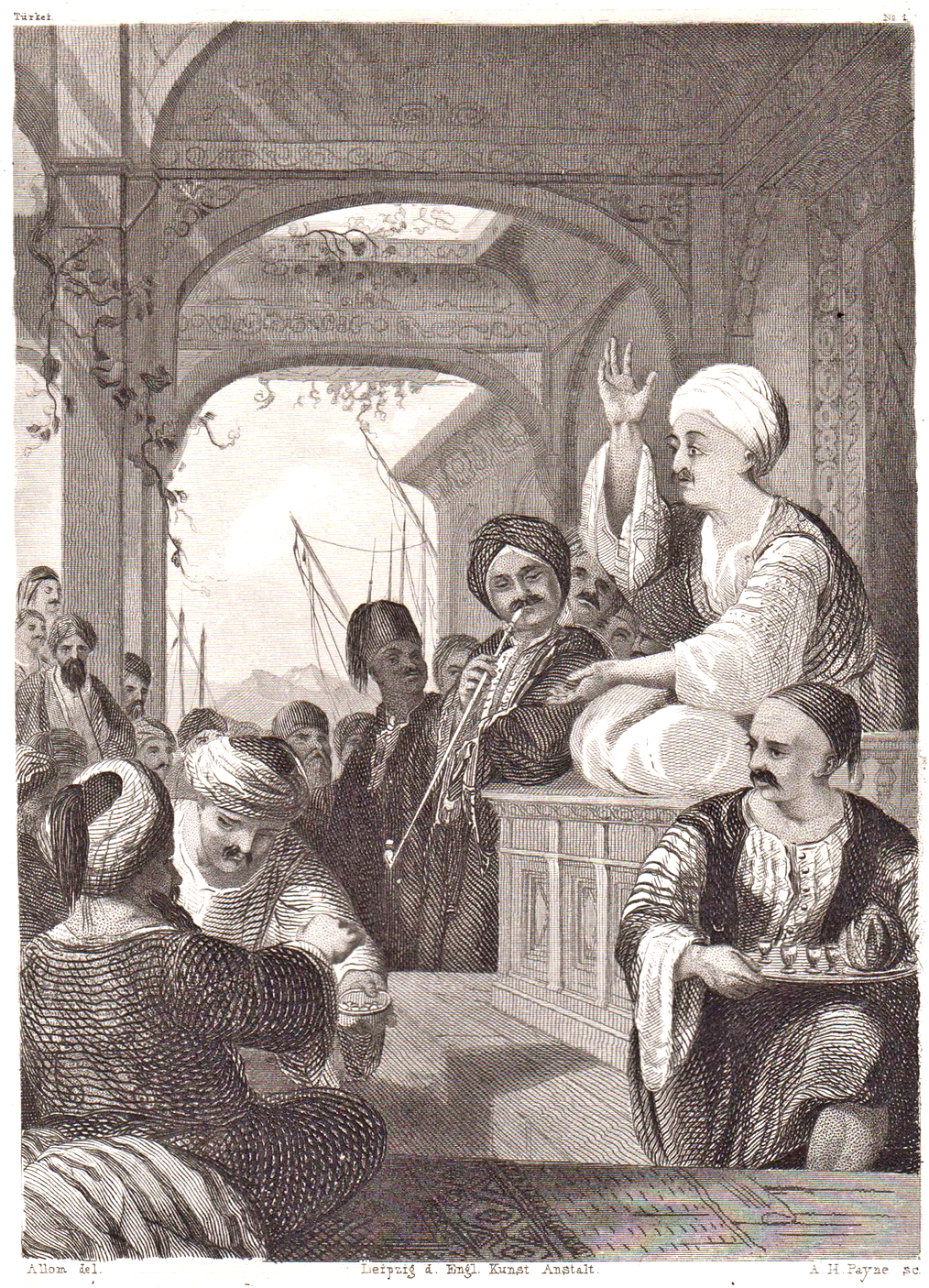
Meddâh in einem Kaffeehaus

Meddâhs (مداح / maddāḥ / ‚Panegyriker‘; von arabisch مَدَحَ madaha ‚anpreisen, loben‘) waren mimische Erzählkünstler. Meddâh-Erzählungen sind als Gattung ein Bestandteil der türkischen Volksliteratur. Sie sind von der UNESCO als Meisterwerke des mündlichen und immateriellen Erbes der Menschheit anerkannt.
Die humorvollen, meist als Dialog aufgebauten Erzählungen, die wie das Orta Oyunu bestimmte Menschentypen karikieren, lebten traditionell vom Vortrag und der oft außerordentlichen mimischen Fähigkeiten der Meddâhs. Noch bis in die 1920er Jahre war die mimische Erzählkunst ein fester Bestandteil der türkischen Kaffeehauskultur.
Im Ramadan war von jeher die aktivste Zeit der schelmischen Vortragskünstler – sobald die Sonne untergegangen war, brachten sie ihren Zuhörern mit Meddâh-Erzählungen humorvoll Lebensregeln nahe und wiesen augenzwinkernd auf Missstände in der Gesellschaft hin. Aufgrund der Sozialkritik in diesen Erzählungen waren Meddâhs nicht selten der Zensur unterworfen.